# Кадетский корпус Следственного комитета Российской Федерации имени Александра Невского
Каде́тский ко́рпус Сле́дственного комите́та Росси́йской Федера́ции и́мени Алекса́ндра Не́вского — федеральное государственное казенное общеобразовательное учреждение, созданное для подготовки кадетов к государственной службе.
Профессионально ориентировано на подготовку кадров для работы в следственных органах Следственного комитета Российской Федерации. Носит имя русского государственного деятеля и полководца князя Александра Ярославича Невского.
Подчинено Следственному комитету Российской Федерации. Размещено в Москве по адресу: улица Маршала Чуйкова, 26, корпус 1, строение 1.

## История

### В 1868—1917
История Корпуса берет свое начало в XIX веке. В 1868 году по приказу императора Александра II в Москве была открыта Московская военная прогимназия для подготовки дворянских детей к военной службе как начальное военно-учебное заведение. Кадетов набирали из дворянских семей Москвы и ближайших губерний. Для размещения кадетов была приспособлена казарма учебного Стрелкового полка. Кадеты, успешно окончившие курс, приравнивались к вольноопределяющимся 1-го разряда и получали право на поступление в юнкерские училища и в дальнейшем при прохождении службы достигали офицерского звания.
Приказом по Военному министерству Российской империи от 9 июля 1876 года прогимназия была преобразована в 4-ю Московскую военную гимназию. В 1892 году было принято решение о закрытии 3-го Московского кадетского корпуса, а 4-й Московский кадетский корпус, по Высочайшему повелению императора от 31 августа 1892 года, был переименован в 3-й Московский кадетский корпус с присвоением ему наружных отличий в форме упраздненного корпуса.
В 1896 году штатный состав воспитанников корпуса был установлен в 500 человек из казеннокоштных кадетов-интернов, находившихся на полном государственном обеспечении. Кроме казеннокоштных воспитанников были еще своекоштные (содержавшиеся за свой счет), сверхштатные, сверхкомплектные стипендиаты и приходящие, поэтому общее число воспитанников в корпусе достигало 570 человек. Воспитанники были распределены по 20 классным отделениям (по 28—35 кадет) и 4 ротам. В корпусе было 7 классов. Классы формировались по возрастному цензу следующим образом:
- 10-12 лет — I классы;
- 13-13 лет — II классы;
- 12-14 лет — III классы;
- 13-15 лет — IV классы;
- 14-16 лет — V классы;
- 15-17 лет — VI классы;
- 16-18 лет — VII классы.

Отсчет рот производился в обратном порядке по отношению к классам.
По повелению императора Николая II от 12 ноября 1903 года, Корпусу было пожаловано (вручено) знамя, а 6 февраля 1906 года состоялась церемония прибивки знамени к древку.
Осенью 1905 года в корпусе произошёл так называемый «кадетский бунт», произведший большой переполох в Военном министерстве, где его сочли результатом проникновения революционных идей в военные школы. Главные виновники — 24 человека, предназначались к исключению из корпуса. Благодаря вмешательству Великого князя Константина Константиновича, несколько воспитателей и педагогов были уволены, а кара, грозившая кадетам, смягчена — через месяц после исключения они были амнистированы и снова приняты в корпус.
Высочайшим приказом от 6 мая 1908 года 3-й Московский кадетский корпус был переименован в 3-й Московский Императора Александра II кадетский корпус.
В 1910 году в Корпусе проходил обучение и окончил его кадет Борис Захава.
В ходе октябрьской революции 1917 года кадеты Корпуса вместе с юнкерами Алексеевского военного училища выступили с оружием в руках против советской власти. Сопротивление было подавлено, а Корпус прекратил свое существование.

### С 1997 — настоящее время
В 1997 году президент России Борис Ельцин поддержал инициативу общественного движения за возрождение кадетских школ. Позднее, 13 июня 2000 года была открыта «Кадетская школа-интернат «Третий Московский кадетский корпус (налоговой полиции)». Так, Корпус был реорганизован и получил второе рождение.
5 апреля 2005 года по Распоряжению Правительства Москвы Корпусу было предоставлено почетное право именоваться именем русского государственного деятеля и полководца князя Александра Ярославича Невского. 30 ноября 2005 года Корпус награжден «Орденом чести» III степени «Ассоциации ветеранов и сотрудников Службы безопасности Президента Российской Федерации».
В июле 2012 года создано «Кадетское училище Следственного комитета Российской Федерации имени Александра Невского», которое стало подчинено Следственному комитету Российской Федерации.
4 марта 2014 года на базе училища создано ныне действующий «Кадетский корпус Следственного комитета Российской Федерации имени Александра Невского».
В мае 2019 году кадеты Кадетского корпуса приняли участие в Параде на Красной площади 9 мая 2019 года, а также торжественном параде, приуроченном к 78-й годовщине марша 7 ноября 1941 года, который состоялся в Москве.
С 1 мая 2019 года в Кадетском корпусе, по распоряжению председателя Следственного комитета РФ А. И. Бастрыкина, были введены ежемесячные стипендии для кадет в размере 3 000 рублей в месяц. Первая выплата стипендий произошла 30 июля 2019 года и составила 9 000 рублей (за период с 1 мая по 31 июля 2019).
С марта 2021 года Кадетский корпус выпускает собственную газету «Московский кадет». Последний выпуск опубликован в ноябре 2023 года.

## Наименования учреждения
- 1868 — 9 июля 1876 — «Московская военная прогимназия»
- 9 июля 1876—1882 — «4-я Московская военная гимназия»
- 1882 — 31 августа 1892 — «4-й Московский кадетский корпус»
- 31 августа 1892 — 6 мая 1908 — «3-й Московский кадетский корпус»
- 6 мая 1908 — 3 ноября 1918 — «3-й Московский Императора Александра II кадетский корпус»
- 13 июня 2000 — 5 апреля 2005 — «Кадетская школа-интернат «Третий Московский кадетский корпус (налоговой полиции)»
- 5 апреля 2005 — 23 июля 2012 — «Третий Московский кадетский корпус имени Александра Невского»
- 23 июля 2012 — 4 марта 2014 — «Кадетское училище Следственного комитета Российской Федерации имени Александра Невского»
- 4 марта 2014 — настоящее время — «Кадетский корпус Следственного комитета Российской Федерации имени Александра Невского»

## Учебный процесс

### Общие сведения
В Корпусе работает большой педагогический коллектив: учителя, воспитатели, психологи, социальные работники, педагоги дополнительного образования. Образовательный процесс осуществляется в соответствии с основными общеобразовательными программами основного общего, среднего общего образования и дополнительными образовательными программами, которые ориентируют кадет на службу в следственных органах Следственного комитета Российской Федерации.
Заметную роль играют в образовательном процессе играют дополнительные образовательные программы, среди которых: «Искусство», «Хор» и «Вокал», «Оркестр», «Гитара», «Юный следователь», «Основы государственной службы в СК РФ», «Музееведение», «Основы криминалистики», «Легкая атлетика», «Хореография», «Исторический бальный танец», «Инструментальное исполнительство», "Флористика и дизайн, «Изобразительное искусство», «Боевые искусства. Каратэ», «Пулевая стрельба» и «Волейбол».
В 2015 году Кадетский корпус произвел 12-й выпуск. С 1 сентября 2015 года в корпусе обучается 270 кадет (с 8 по 11 классы).
С 2004 по 2016 год Кадетский корпус подготовил и выпустил 963 юношей и девушек, из них золотых медалистов — 20, серебряных — 23. В 2015 году окончили кадетский корпус 43 обучающихся, из них трое с золотыми медалями и один с серебряной медалью.
По состоянию на май 2022 года в учреждении работает 52 преподавателя. По данным на 2021 год в учреждении работает 197 сотрудников.

### Учебные предметы
Согласно утвержденному директором образовательного учреждения И. В. Запорожаном Расписанию уроков на 2021/2022 учебный год, в Кадетском корпусе преподаются следующие учебные дисциплины:
1. Русский язык
2. Литература
3. Английский язык (первый иностранный язык)
4. История (в том числе зарубежная история и история России)
5. Обществознание
6. География
7. Математика (алгебра и геометрия)
8. Информатика и ИКТ
9. Физика
10. Биология
11. Химия
12. Физическая культура
13. Основы безопасности жизнедеятельности
14. Основы правовых знаний
15. Родной русский язык
16. Родная русская литература
17. Китайский язык (второй иностранный язык)
18. Искусство (ИЗО, МХК, музыка)
19. Основы военной и государственной службы
20. Строевая подготовка

### Результаты учебной деятельности

#### Результаты обучения
| Год обучения           | Качество обучения, % | Медали                     |
| 2014—2015 (14 классов) | 41,1                 | 3 — «золото» 1 — «серебро» |
| 2015—2016 (12 классов) | 42,0                 | 1 — «золото»               |
| 2016—2017 (13 классов) | 45,7                 | 1 — «золото» 1 — «серебро» |

#### Итоги участия кадет воВсероссийской олимпиаде школьников
| Параметры                         | Школьный этап | Школьный этап | Школьный этап | Школьный этап | Муниципальный этап | Муниципальный этап | Муниципальный этап | Региональный этап | Региональный этап | Региональный этап | Заключительный этап | Заключительный этап | Заключительный этап |
| Параметры                         | 2014 2015     | 2015 2016     | 2016 2017     | 2017 2018     | 2014 2015          | 2015 2016          | 2016 2017          | 2014 2015         | 2015 2016         | 2016 2017         | 2014 2015           | 2015 2016           | 2016 2017           |
| Количество участников             | 246           | 197           | 208           | 188           | 151                | 122                | 96                 | 3                 | 6                 | 15                | —                   | —                   | 1                   |
| Количество победителей и призеров | 193           | 120           | 96            | 98            | 14                 | 18                 | 21                 | —                 | 3                 | 4                 | —                   | —                   | 1                   |

#### РезультатыЕГЭ
| Год обучения | Средний балл | Средний балл | Средний балл | Средний балл | Средний балл   |
| Год обучения | Русский язык | Математика   | Математика   | История      | Обществознание |
| Год обучения | Русский язык | базовая      | профильная   | История      | Обществознание |
| 2013—2014    | 61           | —            | 36           | 44           | 54             |
| 2014—2015    | 64           | 15 — «4»     | 45           | 45           | 56             |
| 2015—2016    | 70           | 16 — «4»     | 47           | 52           | 59             |
| 2016—2017    | 72           | 16 — «4»     | 48           | 60           | 64             |

##### Качество знаний по результатамЕГЭ
| Год обучения | Предмет, качество знаний, % | Предмет, качество знаний, % | Предмет, качество знаний, % | Предмет, качество знаний, % |
| Год обучения | Русский язык                | Математика базовая          | История                     | Обществознание              |
| 2013—2014    | 53                          | 35                          | 45                          | 76                          |
| 2014—2015    | 56                          | 56                          | 77                          | 79                          |
| 2015—2016    | 82                          | 95                          | 50                          | 82                          |
| 2016—2017    | 97                          | 96                          | 83                          | 84                          |

#### Итоги приемных кампаний 2014—2017
| Год окончания Кадетского корпуса (количество выпускников) | Поступили в образовательные организации высшего образования, % | Поступили в Академию СК РФ г. Москва и г. Санкт-Петербург | Поступили в образовательные организации по целевому направлению | Поступили в другие образовательные организации по профилю КК |
| 2014—2015 (43 чел.)                                       | 88,3                                                           | 10 чел. — 23,3 %                                          | 8 чел. — 18,6 %                                                 | 9 чел. — 20,9 %                                              |
| 2015—2016 (38 чел.)                                       | 87,2                                                           | 10 чел. — 26,3 %                                          | 9 чел. — 23,7 %                                                 | 10 чел. — 26,3 %                                             |
| 2016—2017 (35 чел.)                                       | 91,4                                                           | 6 чел. — 17,4 %                                           | 5 чел. — 14,3 %                                                 | 18 чел. — 51,4 %                                             |

## Распорядок дня
Распорядок дня кадет Кадетского корпуса Следственного комитета Российской Федерации имени Александра Невского определяется и утверждается директором Кадетского корпуса по средствам его приказа.
В настоящее время распорядок дня кадет выглядит так:
| № п/п | Время         | Наименование события                                                                                     |
| ----- | ------------- | --- |
| 1.    | 6:20          | Подъем младших командиров                                                                                |
| 2.    | 6:30          | Общий подъем                                                                                             |
| 3.    | 6:40 — 7:00   | Утренняя физическая зарядка                                                                              |
| 4.    | 7:00 — 7:30   | Заправка постелей, умывание                                                                              |
| 5.    | 7:30 — 7:40   | Утренний осмотр                                                                                          |
| 6.    | 7:40 — 7:55   | Первый завтрак                                                                                           |
| 7.    | 8:00 — 8:20   | Построение на плацу                                                                                      |
| 8.    | 8:30 — 10:50  | Учебные занятия (1-3 урок)                                                                               |
| 9.    | 11:00 — 11:20 | Второй завтрак (полдник)                                                                                 |
| 10.   | 11:30 — 13:50 | Учебные занятия (4-6 урок)                                                                               |
| 11.   | 14:00 — 14:30 | Обед |
| 12.   | 14:30 — 14:50 | Прогулка                                                                                                 |
| 13.   | 15:00 — 18:50 | Самостоятельная подготовка (подготовка уроков на следующий день), дополнительные занятия, кружки, секции |
| 14.   | 19:00 — 19:30 | Ужин |
| 15.   | 19:30 — 19:45 | Прогулка, свободное время (для разговоров по телефону)                                                   |
| 16.   | 19:45 — 20:30 | Дополнительные занятия/классный час                                                                      |
| 17.   | 20:40 — 20:55 | Поздний ужин                                                                                             |
| 18.   | 21:00 — 21:20 | Просмотр программы «Время» на Первом канале                                                              |
| 19.   | 21:20 — 21:30 | Вечерняя поверка                                                                                         |
| 20.   | 21:30 — 21:55 | Умывание, подготовка ко сну                                                                              |
| 21.   | 22:00         | Отбой |

## Управление

### Директора
- Ромайкин Вячеслав Юрьевич — 13 июня 2000 — 4 апреля 2012
- Шестопалов Олег Игоревич — 4 апреля 2012 — 8 апреля 2013
- Введенский Евгений Александрович — 8 апреля 2013 — 26 февраля 2014[38]
- Запорожан Игорь Владимирович — 26 февраля 2014 — настоящее время[39]

### Попечительский совет
Первое заседание Попечительского совета ФГКОУ «Кадетский корпус Следственного комитета Российской Федерации имени Александра Невского» состоялось в стенах образовательного учреждения 3 февраля 2016 года. Открыл заседание Председатель Следственного комитета Российской Федерации А. И. Бастрыкин. Он представил членов Попечительского совета и подчеркнул, что перед советом стоят задачи по оказанию помощи педагогическому коллективу Кадетского корпуса в воспитании и наставлении кадет, формировании морально-нравственных основ личности будущего следователя, организации учебного процесса и развитии материально-технической базы учреждения. Помимо этого, Попечительский совет возьмет на себя функцию по оказанию постоянной поддержки одаренным ребятам, а также детям, оказавшимся в трудной жизненной ситуации из малообеспеченных семей и оставшимся без попечения родителей.

#### Состав Попечительского совета
На заседании были избраны руководящие органы Попечительского совета. С 3 февраля 2016 по 28 января 2021 года почетным председателем совета был народный артист СССР Василий Семёнович Лановой. С 29 января 2021 года, в связи со смертью В. С. Ланавого, место почетного председателя Попечительского совета Кадетского корпуса временно вакантно. Председателем совета стал член Комитета Совета Федерации по обороне и безопасности Дмитрий Вадимович Саблин. В состав Попечительского совета вошли представители ветеранов следствия, общественных организаций, научных кругов, государственной власти и других структур.

## Бюджет
ФГКОУ «Кадетский корпус Следственного комитета Российской Федерации имени Александра Невского» финансируется за счёт средств федерального бюджета Российской Федерации.
В соответствии с данными Федерального казначейства, бюджет Кадетского корпуса в 2019—2021 годах был следующим:
- 2019—286 397 455,70 ₽
- 2020—275 435 803,82 ₽
- 2021—453 582 070,23 ₽

## Награды
- Почетное право называться именем Александра Невского (5 апреля 2005)[15]

- «Орден чести» III степени Общероссийской общественной организации «Ассоциация Ветеранов и Сотрудников Служб Безопасности» (30 ноября 2005)[42]